# ゲーミングお嬢様
『ゲーミングお嬢様』（ゲーミングおじょうさま）は、原作：大@nani、作画：吉緒もこもこ丸まさおによる日本の漫画作品。「お嬢様」と「格闘ゲーム」を掛け合わせたウェブコミック。『少年ジャンプ+』（集英社）にて2020年7月21日から2022年12月13日まで連載していた。

## 概要
格闘ゲーム（格ゲー）のユーザーである大@naniが2019年12月にウェブコミック投稿サイト『ジャンプルーキー!』に投稿した同名作品（以下、ルーキー版）が元になっている。ルーキー版投稿時、大@naniは漫画執筆歴40日であったが、Twitterでトレンド入りし、累計閲覧数100万回を突破するなど大きな反響を巻き起こした。ルーキー版は2019年12月期ブロンズルーキー賞を受賞した。
吉緒もこもこ丸まさおを作画担当に迎えて『少年ジャンプ+』で連載化されると、『SPY×FAMILY』・『怪獣8号』・『ダンダダン』などの人気作品と並びTwitter上で度々話題となり、最もツイートされた『少年ジャンプ+』作品のランキングである「#ジャンプラトレンド2020」では2位となった。次にくるマンガ大賞2021では9位を獲得した。
カプコンの公認でストリートファイターシリーズを実名登場させている。

## あらすじ
聖閣東芸夢学園を舞台に祥龍院隆子ら“eお嬢様”らが格ゲーでの熱い対戦を繰り広げる(たまに脱線してボードゲームや動物園と揶揄されるゲームやとあるソシャゲの話をする)。

## 登場人物
祥龍院隆子
本作の主人公。聖閣東芸夢学園の生徒。お嬢様。圧倒的な実力を持つ格ゲーのユーザー。
二回堂転子
隆子の弟子で、ツッコミ役ポジションとなることが多い。
雷撃院蹴子
隆子の同級生にしてライバル。

## 書誌情報
- 大@nani（原作）・吉緒もこもこ丸まさお（作画）『ゲーミングお嬢様』集英社〈ジャンプコミックス〉、全7巻
  1. 2021年2月4日発売[5][6]、ISBN 978-4-08-882547-2
  2. 2021年4月30日発売[7]、ISBN 978-4-08-882749-0
  3. 2021年9月3日発売[8]、ISBN 978-4-08-882834-3
  4. 2022年2月4日発売[9]、ISBN 978-4-08-883062-9
  5. 2022年5月2日発売[10]、ISBN 978-4-08-883153-4
  6. 2022年9月2日発売[11]、ISBN 978-4-08-883256-2
  7. 2023年1月4日発売[12]、ISBN 978-4-08-883399-6